# 井上正辰
井上 正辰（いのうえ まさとき、元文元年（1736年） - 宝暦10年5月27日（1760年7月9日））は、江戸時代中期の大名。常陸国下妻藩の第3代藩主。正室は太田資晴の娘。子は井上正意（長男）。官位は従五位下、遠江守。

## 生涯
美濃国郡上藩主・金森頼錦の次男。初名は金森頼真。宝暦3年（1753年）、先代藩主の正敦の死去により、その養嗣子となって跡を継いだ。同年12月に叙任する。宝暦9年（1759年）7月、農民による愁訴事件が起こり、それが幕府にも知られて治世不良のために出仕を拒まれた。それが失意となったのか、翌年5月27日に25歳で死去し、跡を長男の正意が継いだ。法号は義応院殿勧学日了大居士。墓所は東京都台東区の谷中霊園にある。

## 系譜
父母
- 金森頼錦（実父）
- 井上正敦（養父）

正室
- 太田資晴の娘

子女
- 井上正棠（長男）